# Гойко Балшич
Гойко Балшич (ум. после 1468) — албанский феодал. Гойко и его братья Георгий Стреши и Иван Балшичи были правителями Мисии, прибрежной зоне между рекой Белый Дрин и Адриатическим морем. Братья происходили из рода Балшичей, который ранее правил в княжестве Зета (Черногория). Он участвовал в создании Лежской лиги во главе со Скандербегом, их дядей по материнской линии. Гойко поддерживал Скандербега до его смерти в 1468 году, а затем продолжал борьбу против турок-османов на стороне венецианцев.

## Семья
Согласно Гьону Музаки и Карлу Хопфе, Иван (Иоанн, Гьон) и Гойко Балшичи были детьми Влайки Кастриоти и Стефана Стреши, сына Георгия Балшича, внебрачного сына князя Зеты Георгия Балшича. По мнению Феофана Ноли, Гойко имел двух братьев (Георгия Стреши и Ивана), которые были сыновьями Павла Балшича и Елена Кастриоти. По обеим версиям, Гойко Балшич был племянником Скандербега.
Гойко был женат на Комнине, дочери Георгия Арианити. Согласно Гьону Музаки, супруги имели двух сыновей и одну дочь, Марию. Сыновья умерли в Венгрии. Гьон Музаки заявлял, что Мария вышла замуж за графа Муро, от брака с которым имела двух дочерей: Беатриче и Изабель. Беатриче вышла замуж за Фердинанда Орсино, герцога Гравина, а Изабель стала женой сеньора Луиджи Джезульадо, графа Гонза.

## Биография
Гойко и его братья были правителями Мисии, прибрежной зоны между рекой Белый Дрин и Адриатическим морем. 2 марта 1444 года Гойко Балшич присутствовал на собрании албанских дворян в городе Лежа, на котором была создана лига для борьбы против агрессии со стороны Османской империи.
В дальнейшем Георгий Стреши Балшич изменил  Скандербегу и перешёл на сторону турок, но его братья Гойко и Иван Балшичи поддерживали Скандербега до его смерти в 1468 году. После смерти Скандербега Гойко и Иван Балшичи, Лека, Прогон и Николай Дукаджини продолжили борьбу с турками на стороне Венеции.